# 西宮藤朝
西宮 藤朝（にしのみや とうちょう、1891年12月7日 - 1970年5月19日）は、文芸評論家・翻訳家・フランス哲学研究者、教育家。
秋田県生まれ。16歳の時一家で東京に移り、大成中学校をへて早稲田大学文学部英文科卒。1918年『早稲田文学』の編集に従事、評論、翻訳を行う。1924年、早大講師、立正大学教授、1942年豊南学園を設立し校長・理事長を務めた。トルストイ、ジャン＝マリー・ギュイヨーの影響を受けた。

## 著書
- 『哲人高山樗牛』泰山房、1917
- 『新詩歌論講話』新潮社 1918
- 『人及び芸術家としての正岡子規』新潮社 最近日本文豪評伝叢書 1918
- 『解放の教育』日岐久次郎 1919
- 『近代十八文豪と其の生活』新潮社 1919
- 『子供の感情教育』実業之日本社 1919　久山社 日本<子どもの権利>叢書　1996
- 『動揺の巷を眺めて』三徳社 1920
- 『近代哲学の主潮』常磐堂 1921
- 『現代文化の諸問題』日本評論社出版部 1921
- 『現代哲学思潮大系』新光社 1924
- 『倫理学概論』新学芸協会 1939

### 編著
- 『新時代之問題 第1編』編 新時代学会 1915
- 『偉人名士の日記 三百六十五日に選んだ』編 実業之日本社 1918

### 翻訳
- アンドレーフ『反逆者ユダ』赤坂書院 1914
- レオ・トルストイ『愛と暴行』トルストイ協會 トルストイ論文選集 1916
- ヒューゴー・ミュンスターバーグミユンステルベルヒ『芸術教育の原理』天佑社 1921
- 『ゴオルキイ全集 第1巻 懺悔』日本評論社出版部 1921
- 『ゴオルキイ全集 第3巻 自由の生活へ』日本評論社出版部 1921
- ウイル・デユーラント『哲学と社会問題』大日本文明協会事務所 1921
- ウエルス『世界国家と世界教育』玄同社 1922
- ギュヨオ『教育と遺伝 社会学的研究』東京堂書店 1924
- エルネスト・ルナン『科学の将来』資文堂 1926
- ブウトルウ『自然法の偶然性』平凡社 仏蘭西哲学叢書 1926
- ベルグソン『哲学入門』平凡社 仏蘭西哲学叢書 1926
- ギュィヨオ『社会学上より見たる芸術』世界大思想全集 春秋社 1931